# Antonio Rueda Sánchez-Malo
Antonio Rueda Sánchez-Malo (Pamplona, 7 de maig de 1911-Madrid, 24 de febrer de 1975) va ser un fiscal, economista i polític espanyol que va exercir càrrecs de rellevància durant el règim franquista. Va ser governador civil de les províncies de Almería (1945-1946), Càceres (1946-1956), Àlaba (1956-1961), Navarra (1961-1962) i València (1962-1973).

## Biografia
Nascut a Pamplona en 1911, era fill del coronel d'Artilleria Tirso Rueda Marín i Josefa Sánchez-Malo. Es va doctorar en Dret i llicenciar en Ciències Econòmiques. En 1935, accedeix, amb notes brillants, al Ministeri Fiscal, sent el seu primer destí l'Audiència Provincial de Lugo. És en aquesta mateixa ciutat on el va sorprendre l'esclat de la Guerra Civil, unint-se ràpidament a les files del bàndol nacional, en les quals, va servir primer com a soldat d'Artilleria, per a més tard fer-ho en el Cos Jurídic Militar.
Finalitzada la contesa va ingressar com a auditor en el Cos Jurídic Militar de l'Aire. En 1944 va accedir a la prefectura de la Secció de Conducta de la Subdirecció General de Llibertat Vigilada. A principis de 1946 va ser governador civil d'Almeria. Aquest lloc ho va exercir fins a novembre del mateix any. Rellevava en el càrrec a Manuel García del Olmo.
En 1946 va ser nomenat governador civil de Càceres, càrrec que va ostentar fins a 1956. Durant la seva etapa extremenya va destacar la seva activa participació en el desenvolupament de la província en temps difícils de postguerra. En 1956 és designat governador civil d'Àlaba, càrrec del qual cessaria en 1961. Va succeir en el càrrec Luis Martín-Ballestero Costea.
Entre 1961 i 1962 és nomenat governador civil de Navarra. Finalment, el seu últim destí va ser el de governador civil de València, càrrec que ocupar entre 1962 i 1973.
El gener de 1973 va passar a ocupar la subsecretaria del Ministeri de la Governació, en aquell moment en mans de Tomás Garicano Goñi. Aquest càrrec el va ostentar per poc temps perquè va ser destituït al juny de 1973, coincidint amb el nomenament d'Arias Navarro com a ministre de Governació.
Va morir a Madrid als 63 anys. Va ser enterrat sl Cementiri de l'Almudena de Madrid.

## Vida familiar
Es va casar amb Amparo Quintero Aparicio, amb qui va tenir vuit fills.

## Condecoracions
- Gran Creu de l'Orde del Mèrit Civil.
- Gran Creu de l'Orde de Cisneros.
- Gran Creu de l'Orde Imperial del Jou i les Fletxes.
- Comanador de l'Orde d'Alfons X.
- Medalla d'Or del Treball (1970).
- Gran Creu d'Isabel La Catòlica (1973).[9]
- Medalla d'Or de la ciutat de Vitòria.
- Medalla d'Or de la Província de València.

## Reconeixements
- Fill Adoptiu de Càceres.
- Fill Adoptiu de València.

En la dècada dels 70, com a agraïment als seus serveis prestats, es va decidir donar-li el nom d' 'Antonio Rueda' a un grup d'habitatges de caràcter social construït a València. Entre 1972 i 1979 va haver-hi a Barxeta un col·legi que va rebre el nom de 'Grup Escolar Mixt Antonio Rueda i Sánchez-Malo'. Fins a 2007 va haver-hi a Amurrio un centre escolar que portava el seu nom, el Col·legi d'Educació Primària Antonio Rueda.